# Münsing
Münsing là một đô thị ở huyện Bad Tölz-Wolfratshausen bang Bayern nước Đức. Đô thị Münsing có diện tích 52,2 km², dân số thời điểm ngày 31 tháng 12 năm 2006 là 4144 người.